# 马丹普尔
马丹普尔（Madanpur），是印度西孟加拉邦Nadia县的一个城镇。总人口12029（2001年）。

## 人口
该地2001年总人口12029人，其中男性6250人，女性5779人；0—6岁人口1040人，其中男508人，女532人；识字率80.83%，其中男性为85.18%，女性为76.12%。